# Талды (Алматинская область)
Талды (каз. Талды) — село в Кегенском районе Алматинской области Казахстана. Входит в состав Ширганакского сельского округа. Код КАТО — 195877600.

## Население
В 1999 году население села составляло 428 человек (215 мужчин и 213 женщин). По данным переписи 2009 года, в селе проживало 467 человек (235 мужчин и 232 женщины).